# Titularbistum Panopolis
Panopolis (ital.: Panopoli) ist ein Titularbistum der römisch-katholischen Kirche.
Es geht zurück auf einen untergegangenen Bischofssitz in der antiken Stadt Panopolis, die in der Spätantike in der römischen Provinz Aegyptus bzw. in der Spätantike Thebais lag. Der Bischofssitz gehörte der Kirchenprovinz Antinoupolis an.
| Titularbischöfe von Panopolis |                               | |                |                   |
| Nr.                           | Name                          | Amt | von            | bis               |
| 1                             | Gulstan Francis Ropert SS.CC. | Apostolischer Vikar von Hawaii (Königreich Hawaiʻi/USA) | 3. Juni 1892   | 4. Januar 1903    |
| 2                             | Charles-Joseph Nicolas SM     | 2. August 1918–2. April 1922 Apostolischer Koadjutorvikar der Fidschiinseln, 2. April 1922–15. August 1941 Apostolischer Vikar der Fidschiinseln (Fidschi) | 2. August 1918 | 15. August 1941   |
| 3                             | Zygmunt Choromanski           | Weihbischof in Warschau (Volksrepublik Polen) | 7. Mai 1946    | 26. Dezember 1968 |